# Ерли
Ѐрли (на италиански и на лигурски: Erli) е село и община в Северна Италия, провинция Савона, регион Лигурия. Разположено е на 287 m надморска височина. Населението на общината е 260 души (към 2011 г.).